# کلوین امیان
کلوین امیان (فرانسوی: Kelvin Amian‎؛ زادهٔ ۸ فوریهٔ ۱۹۹۸) بازیکن فوتبال اهل فرانسه است که برای اسپتزیا بازی می‌کند.
وی همچنین در تیم‌های ملی فوتبال زیر ۱۷ سال فرانسه، زیر ۱۹ سال فرانسه و زیر ۲۱ سال فرانسه بازی کرده‌است.